# 표창원의 시사 돌직구
《표창원의 시사 돌직구》는 JTBC의 프로그램이다. 사회적 문제가 대두되는 현장을 찾아 목소리를 듣고, 당사자를 스튜디오에 초청해 표 전 교수와 날선 면도날 토론을 벌이는 프로그램이다.

## 방송 시간
- 2013년 2월 11일 ~ 2013년 4월 8일 : 매주 월요일 저녁 9시 50분